# إنريكو بومبا
إنريكو بومبا (بالإيطالية: Enrico Bomba) (و. 1922  م) هو مخرج أفلام، وكاتب سيناريو، ومنتج أفلام إيطالي، ولد في أماتريتشي.

## وصلات خارجية
- إنريكو بومبا على موقع IMDb (الإنجليزية)
- إنريكو بومبا على موقع قاعدة بيانات الفيلم (الإنجليزية)
- إنريكو بومبا على موقع كينوبويسك (الروسية)

- إنريكو بومبا في قاعدة بيانات الأفلام على الإنترنت